# 인카냠바
인카냠바(Inkanyamba)란 남아프리카 공화국의 호위크 폭포에 산다고 말해지는 전설의 거대뱀장어(또는 큰 뱀)같은 생물이다. 인카냠바는 육식성으로, 무리로 이동한다고 말해지고 있다.

## 해설
인카냠바는 여름동안에는 목격이 없어진다라고 말해지고 있지만, 이것은 인카냠바가 여름동안, 호위크 폭포이외의 수역으로 이동하고 있기 때문이 아닌지, 라고 추측되고 있다. 실제, 하기(夏期)에 호위크 폭포에서 70km나 떨어진 무코마지 강에서 인카냠바라고 생각되는 생물이 목격된 적이 있다.

## 참고 사이트
- UMA팬～미확인동물